# (7592) Takinemachi
(7592) Takinemachi est un astéroïde de la ceinture principale.

## Description
(7592) Takinemachi est un astéroïde de la ceinture principale. Il fut découvert le 23 novembre 1992 à Kiyosato par Satoru Ōtomo. Il présente une orbite caractérisée par un demi-grand axe de 2,68 UA, une excentricité de 0,11 et une inclinaison de 14,0° par rapport à l'écliptique.

## Compléments